# Fiodor Sologoub
Pour les articles homonymes, voir Sologoub.
Fiodor Sologoub (en russe : Фёдор Сологу́б), pseudonyme de Fiodor Kouzmitch Teternikov (Фёдор Кузьми́ч Тете́рников), est un écrivain russe, né à Saint-Pétersbourg le 17 février 1863 (1er mars dans le calendrier grégorien), et mort le 5 décembre 1927 à Saint-Pétersbourg (Léningrad). 
Symboliste, sa poésie reste d'une clarté classique, et on retrouve dans sa prose la même précision verbale. 

## Biographie
Fils d'un tailleur (d'autres sources parlent de tailleur de pierre) et d'une blanchisseuse, il fait ses études à l'Institut pédagogique de Pétersbourg. De 1882 à 1907 il enseigne les mathématiques dans différents établissements. À 29 ans il débute avec un volume de nouvelles et de vers et un roman Les songes pesants (en russe "Тяжёлые сны"). Le succès est venu avec son second roman Le Démon mesquin (en russe "Мелкий бес", paru en feuilleton en 1905 et en volume en 1908), devenu un classique du roman russe, qui met en scène un monde maléfique où un petit professeur de province, poussé par la manie de la persécution, finit par commettre un crime.
De 1921 à 1923, Sologoub traduit de nombreux romanciers et poètes de langue française : Honoré de Balzac (Les Cent Contes drolatiques), Paul Verlaine, Frédéric Mistral, ou de langue allemande : Heinrich von Kleist. 
En avril 1924  il est élu membre honoraire du comité des traducteurs de Saint-Pétersbourg, section du syndicat des écrivains, puis président de ce même syndicat.

## Œuvres
- Plus doux que le venin (1904)
- Le Démon mesquin (1905) - publié dans une nouvelle traduction, sous le titre Un démon de petite envergure, aux Éditions l'Âge d'Homme (Lausanne, 1977) et aux éditions du Rocher (Monaco-Paris, 2018)
- Le Cercle enflammé (1908)
- Les Otages de la vie (1911)
- La Lumière et les Ombres, trad. fr. Christine Zeytounian-Beloüs, Noir sur Blanc, 192 p., 2002  (ISBN 978-2882501189)
- Un petit homme, trad. fr. Christine Zeytounian-Beloüs, Tendance négative, 100 p., 2021  (ISBN 978-2955216552)